# Ponte Tamina
Il ponte Tamina (in tedesco Taminabrücke) è un viadotto stradale svizzero, che varca la gola del fiume Tamina nei pressi di Pfäfers, nel Canton San Gallo.